# Kościół św. Jadwigi Śląskiej w Kobylej Górze
Kościół św. Jadwigi Śląskiej w Kobylej Górze – rzymskokatolicki kościół parafialny we wsi Kobyla Góra, w gminie Kobyla Góra, w powiecie ostrzeszowskim, w województwie wielkopolskim. Należy do dekanatu Ostrzeszów. Mieści się przy Placu Wolności.

## Historia i architektura
Świątynia została wybudowana w stylu klasycystycznym w 1807 roku, zaprojektowana przez architekta Jana Nepomucena Baranowskiego. Fundatorem był Ignacy Cielecki. Jest to budowla o jednej nawie zwieńczona półkolistym prezbiterium wybudowana na planie prostokąta o wymiarach 30 m długości i 13 m szerokości z dostawionymi później z lewej i prawej strony tak zwanymi kruchtami. Kościół posiada dwuspadowy dach, nad którym jest umieszczona mała barokowa wieżyczka z sygnaturką. Portal wejściowy posiada pilastry naśladujące kolumny oraz tak zwany przyczółek w kształcie trójkąta. 

## Wnętrze i zabytki

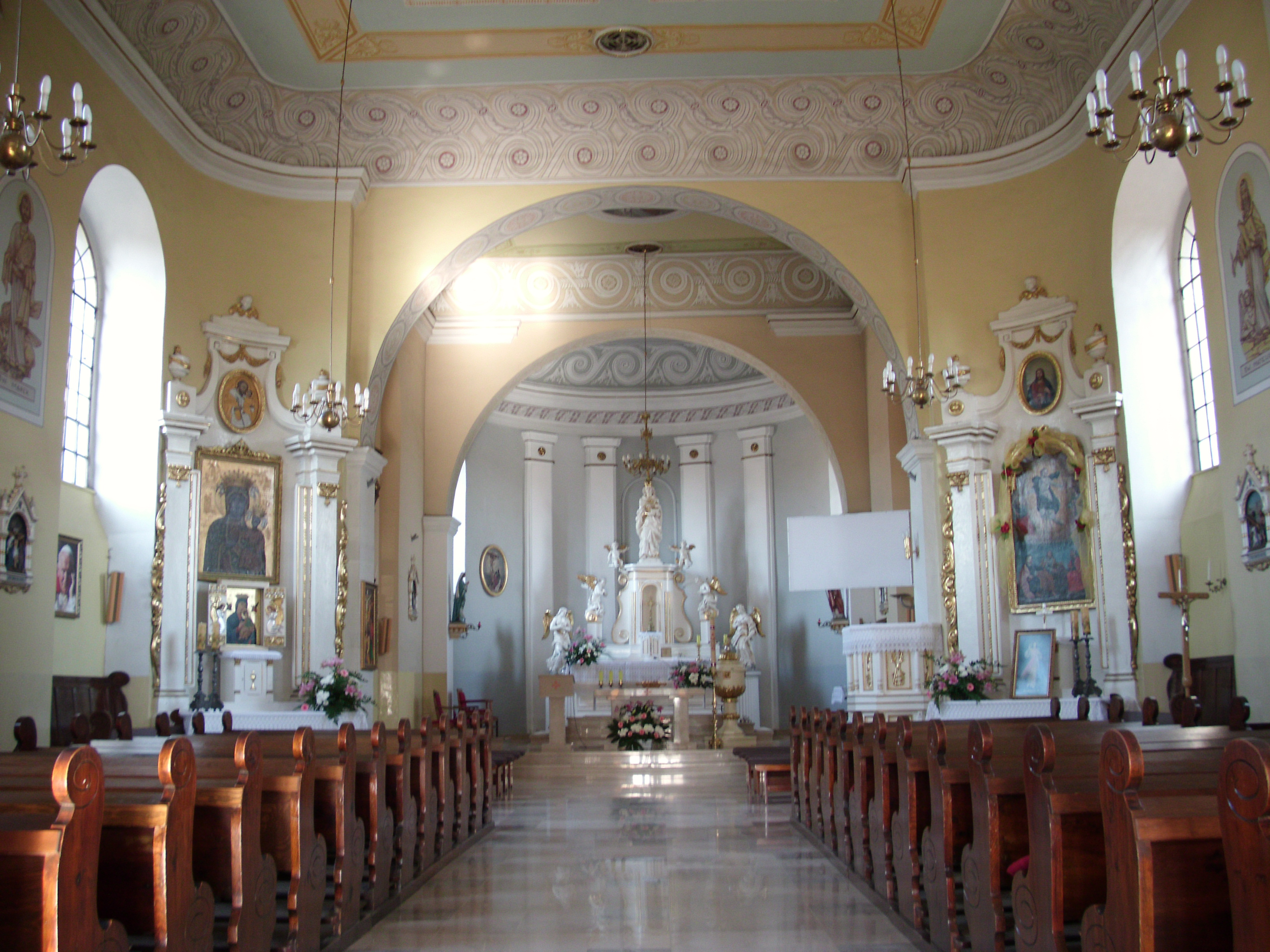
Wnętrze świątyni

W wystroju wnętrza kościoła należy zwrócić uwagę na ołtarz główny z figurą patronki, wyrzeźbioną przez Alfreda Wiśniewskiego, wykonany w 1947 roku oraz dwa klasycystyczne ołtarze boczne z obrazami: Matki Bożej Częstochowskiej i Przemienienia Pańskiego. Interesujące są także cztery plafony na stropie, przedstawiające św. Maksymiliana, Chrystusa, symboliczną wizję wyboru Jana Pawła II na papieża oraz Maryję Pannę. Plafony te zostały namalowane na początku lat osiemdziesiątych XX wieku.
Z ocalałych zabytków zachowały się monstrancja z drugiej połowy XVIII stulecia, ozdobiona rodzinnym herbem rodziny Wieniawa, dawnych właścicieli Kobylej Góry, dwa kielichy z XVII stulecia oraz lawaterz z XIX stulecia. Zachował się także barokowy krzyż procesyjny.
Organy wybudował Władysław Kaczmarek w 1935 roku.